# روزی با جماعت صوفیان

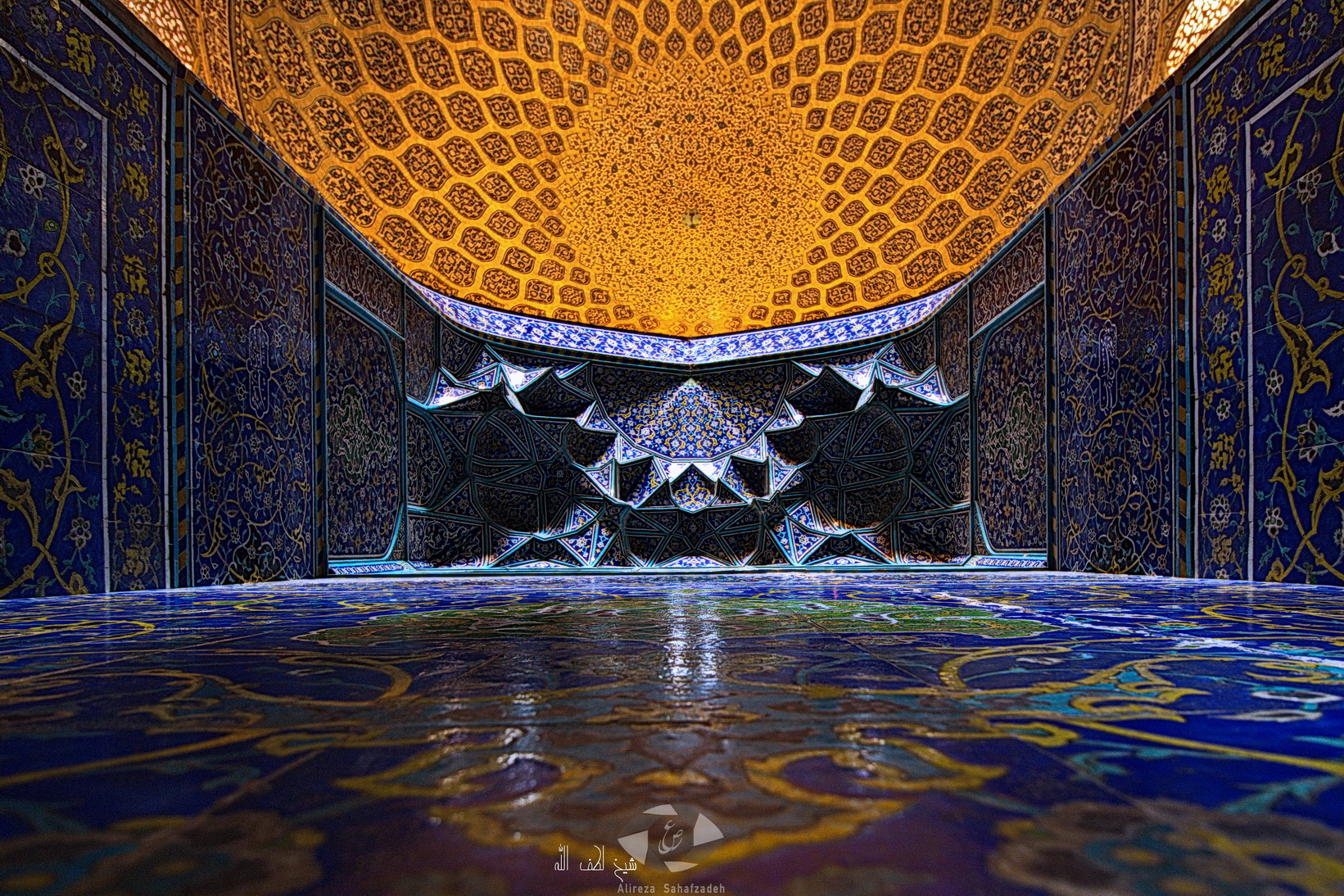
روزی با جماعت صوفیان

رساله روزی با جماعت صوفیان کتابی از شهاب الدین سهروردی و در این داستان رمزی آورده‌است، کسانی که: سِرّ آسمان و ستاره به چشم سَر نبینند و نه به دیده آسمان الا به نظر استدلال، محققانند.

## خلوت
در این رساله و خصوص <خلوت> آورده:
اگر کسی لذت خلوت بداند و هستی را به نیستی مبدّل گرداند،
پس بر اسب فکرت سوار شود و در میدان علم غیب دواند، از مغیبات وی را لذتی باشد و از حال انسانیّت به در رود.

## هانری کربن
هانری کربن در خصوص عقل فعال، متذکر می‌شود نباید از نظر دور داشت که آنچه در فلسفه قدیم در باب عقول دهگانه و نفوس افلاک مطرح شده‌است، مباحثی مربوط به علوم طبیعی نیستند بلکه با پیشرفتهای علمی این نظام طبیعی بی‌اعتبار شده‌است و این مباحث را باید از منظری نگاه کرد که هدفش تعالی انسان ودست یافتن به آسمان‌های نا پیدای معنوی و جغرافیای عرفانی است؛ همان‌طور که شهاب‌الدین یحیی سهروردی در رساله روزی با جماعت صوفیان به همین نکته اشاره می‌کند: «آن کسانی که در آسمان و ستارگان نگرند سه گروهند: گروهی که به چشم سرنگرند و صحیفه‌ای کبود بینند، نقطه‌ای چند بر وی و این گروه عوامند؛ و گروهی آسمان را هم به دیده آسمان بینند و این گروه منجمانند. دیده آسمان ستارگان است و ایشان آسمان را به ستارگان بینند، گویند امروز فلان ستاره در فلان برج است پس این اثر کند. در فلان برج بر فلان قران است. اما کسانی که سر (رمز) آسمان و ستاره به چشم سر نبینند و نه به دیده آسمان الا به نظر استدلال، محققانند».